# رتبه‌بندی بین‌المللی RUR
نظام رتبه‌بندی (RUR) به انگلیسی:Round University Ranking؛ یک نظام رتبه‌بندی جهانی برای دانشگاه‌ها است که عملکرد ۱۲۰۰ دانشگاه پیشرو جهان از ۸۲ کشور را با ۲۰ شاخص منحصربه‌فرد در ۴ حوزه کلیدی: آموزش، پژوهش، تنوع بین‌المللی و پایداری مالی اندازه‌گیری می‌کند. این مجموعه توسط Round University Ranking واقع در گرجستان راه اندازی شده است

## رتبه‌های ایران
رتبه‌بندی برتر نهادهای علمی آسیا در میان این رتبه‌بندی جهانی (در ژوئن ۲۰۲۴) از رتبه ۴ توسط یک دانشگاه چینی آغاز شده و در میان این رتبه تا رتبه ۱۱۶۹ شامل بر ۳۳ مجمع و دانشگاه علمی ایران می‌شود. مانند دانشگاه تهران و شریف و دانشگاه بین‌المللی امام رضا و دانشگاه باقرالعلوم قم و دانشگاه اصفهان و آمل و دانشگاه آزاد.